# Mariä Himmelfahrt (Buchbrunn)

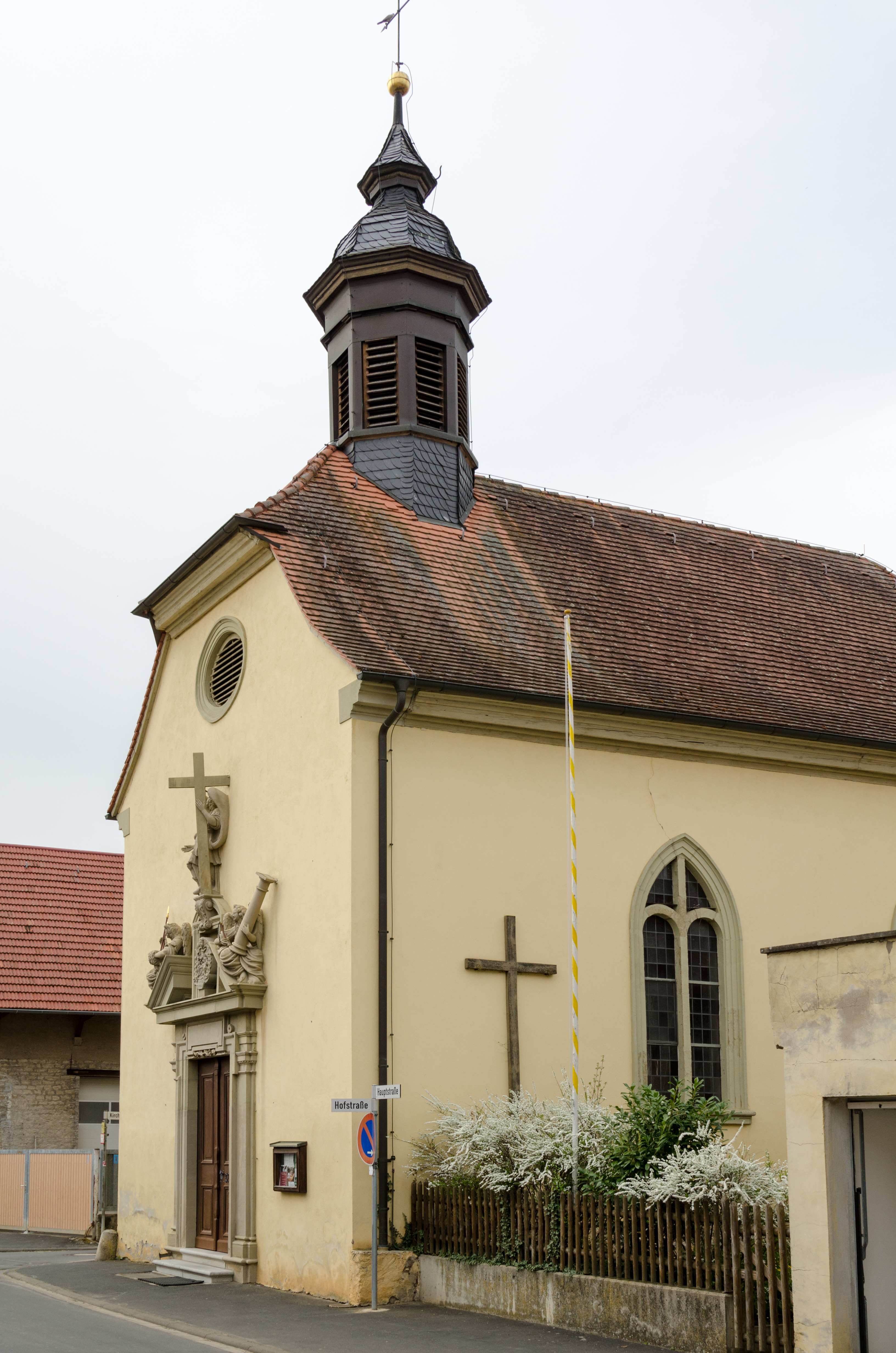
Die Kirche in Buchbrunn

Die Kirche Mariä Himmelfahrt im unterfränkischen Buchbrunn im Landkreis Kitzingen ist die katholische Filialkirche der Gemeinde. Die Kirche liegt an der Ecke Hauptstraße und Kirchgasse. Sie ist heute Teil des Dekanats Kitzingen. In Buchbrunn existiert außerdem die evangelisch-lutherische Pfarrkirche Maria Magdalena.

## Geschichte
Die Geschichte der Himmelfahrtskirche beginnt eigentlich erst im 19. Jahrhundert. Das Dorf Buchbrunn war ursprünglich Teil der Pfarrei Mainstockheim und führte nach 1528 die Reformation ein. Im 17. Jahrhundert lebten ausschließlich Protestanten in dem Dorf, die Magdalenenkirche war zu einem lutherischen Gotteshaus umgewandelt worden. Während des Dreißigjährigen Krieges hielten wiederum einige Jahre lang katholische Priester Gottesdienst in der Kirche.
Erst im 18. Jahrhundert wurde den Katholiken wieder erlaubt, in Buchbrunn zu siedeln. Die kleine Gemeinde wurde vom Kitzinger Pfarrer mit betreut. Die Magdalenenkirche wurde zur Simultankirche umgewandelt und die Katholiken konnten alle 14 Tage ihren Gottesdienst feiern. Die Mittel für diesen Gottesdienst kamen vom Amt Kitzingen. De facto war die Magdalenenkirche eine Filiale der Stadtpfarrkirche St. Johannes in Kitzingen, allerdings wurde dieses Verhältnis erst ab 1803 offiziell bestätigt.
Die Katholischen hatten bereits in der Mitte des 18. Jahrhunderts damit begonnen, eine Gotteshausstiftung aufzubauen. Die Feindschaft zwischen den Konfessionen spitzte sich in der Folgezeit weiter zu. Das Generallandeskommissariat musste sogar eingreifen und vereinbarte einen Vergleich zwischen den Buchbrunnern beider Konfessionen. Am 7. Dezember 1804 wagten die Katholiken einen neuen Vorstoß: Sie wollten das Simultaneum räumen, wenn sie ein eigenes Gotteshaus errichten dürften.
Alle Dorfbewohner, auch die lutherischen, mussten Beiträge für die neue Kirche zahlen. Sie leisteten ebenso Spanndienste bei der Errichtung der Himmelfahrtskirche. Die Gemeinde profitierte außerdem von der Säkularisation. Das Ursulinenkloster in Kitzingen wurde aufgelöst und die Ausstattung der profanierten Grabeskirche kam teilweise nach Buchbrunn. Bereits am 8. Dezember 1805 konnte die Kirche durch den Biebelrieder Pfarrer Caspar Leymeister benediziert werden.
Zwischen 1805 und 1809 unterhielt die kleine Gemeinde einen eigenen Priester. Es war der ehemalige Zisterziensermönch Erwin Behr, aus dem aufgelösten Kloster Ebrach. Im Jahr 1825 nahm man eine umfassende Erweiterung des Kirchengrundstücks vor, bei der auch der Chor und die Sakristei angebaut wurden. Durch den Nürnberger Franz Wiedl wurde im Jahr 1906 eine Innenrenovierung durchgeführt. Um 1900 bestand die Gemeinde aus lediglich 100 Mitgliedern.
Umfassend erneuert wurde die Kirche im Jahr 1927. Der Innenraum wurde renoviert und der Bau selbst einer Erneuerung unterzogen. Nach dem Zweiten Weltkrieg wuchs die Gemeinde stark an. Außen erneuerte man die Kirche wiederum im Jahr 1960. Weitere Renovierungen nahm man 1977 und 1984 vor, wobei im Jahr 1984 auch der Chor neu gestaltet wurde. 1989 passte man das Gotteshaus den liturgischen Neuerungen des Zweiten Vatikanischen Konzils an. Die Kirche wird heute als Baudenkmal eingeordnet.

## Architektur

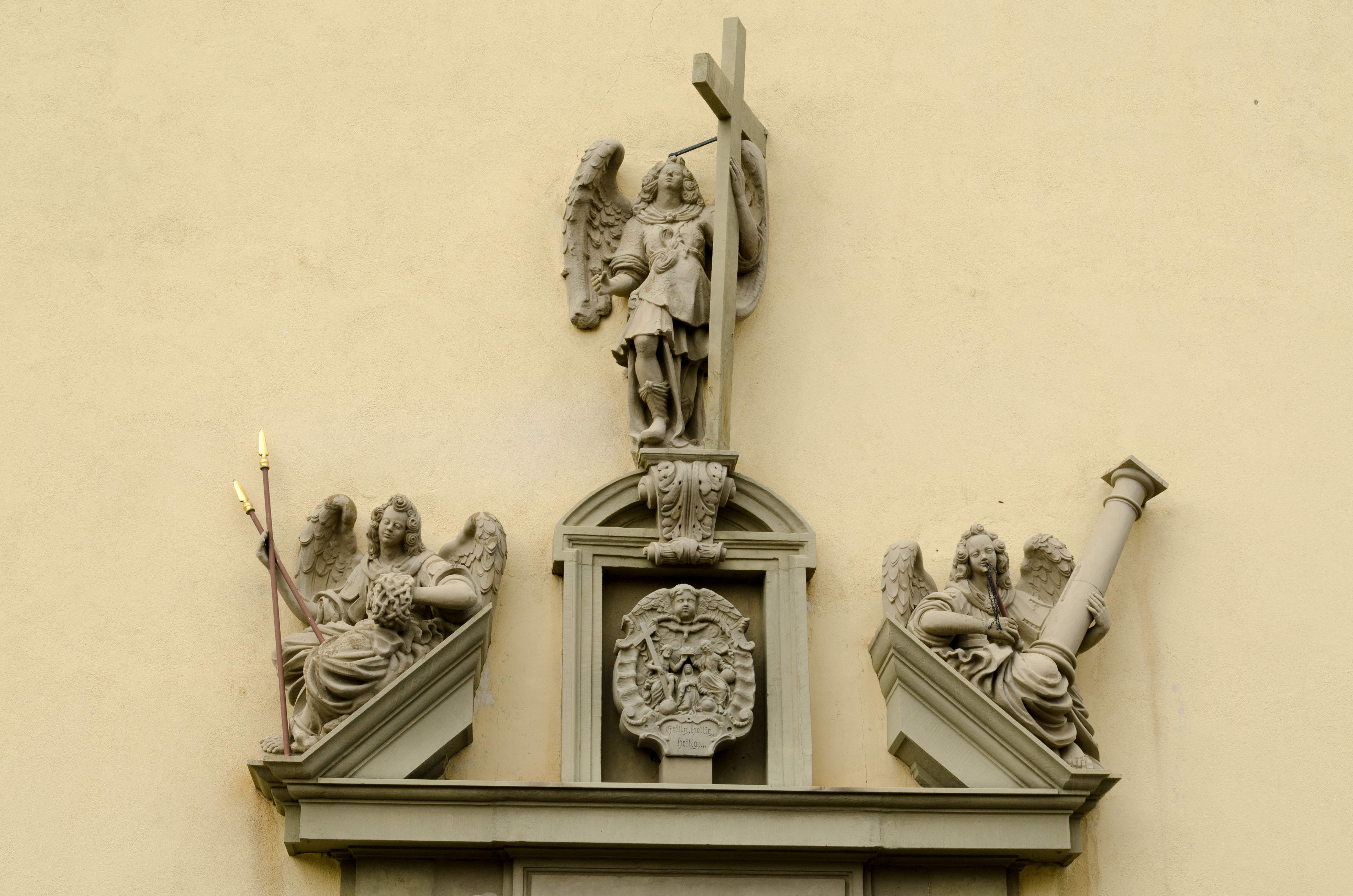
Das Südportal mit den Allegorien von Glaube, Liebe, Hoffnung

Das Gotteshaus ist nicht geostet, sondern wurde nach Norden ausgerichtet. Das Langhaus weist zwei Fensterachsen auf und schließt mit einem Walmdach ab. An der Südseite erhielt die Kirche ein Portal aus der aufgelösten Kitzinger Klosterkirche. Es zeigt die Allegorien von Glaube, Liebe und Hoffnung, die als Engelsfiguren mit unterschiedlichen Attributen dargestellt sind. Zentral war ursprüngliche eine Sandsteinmadonna angebracht, heute wurde es von einem Relief der Krönung Mariens aus dem 20. Jahrhundert ersetzt.
Ein kleiner Dachreiter wurde auf der Südseite aufgebaut. Im Inneren wurde das Langhaus mit einer Flachdecke errichtet. Der Chor wurde, ebenso wie die Sakristei im Jahr 1825 an die Kirche angebaut. Er schließt mit einem Spiegelgewölbe ab.

## Ausstattung

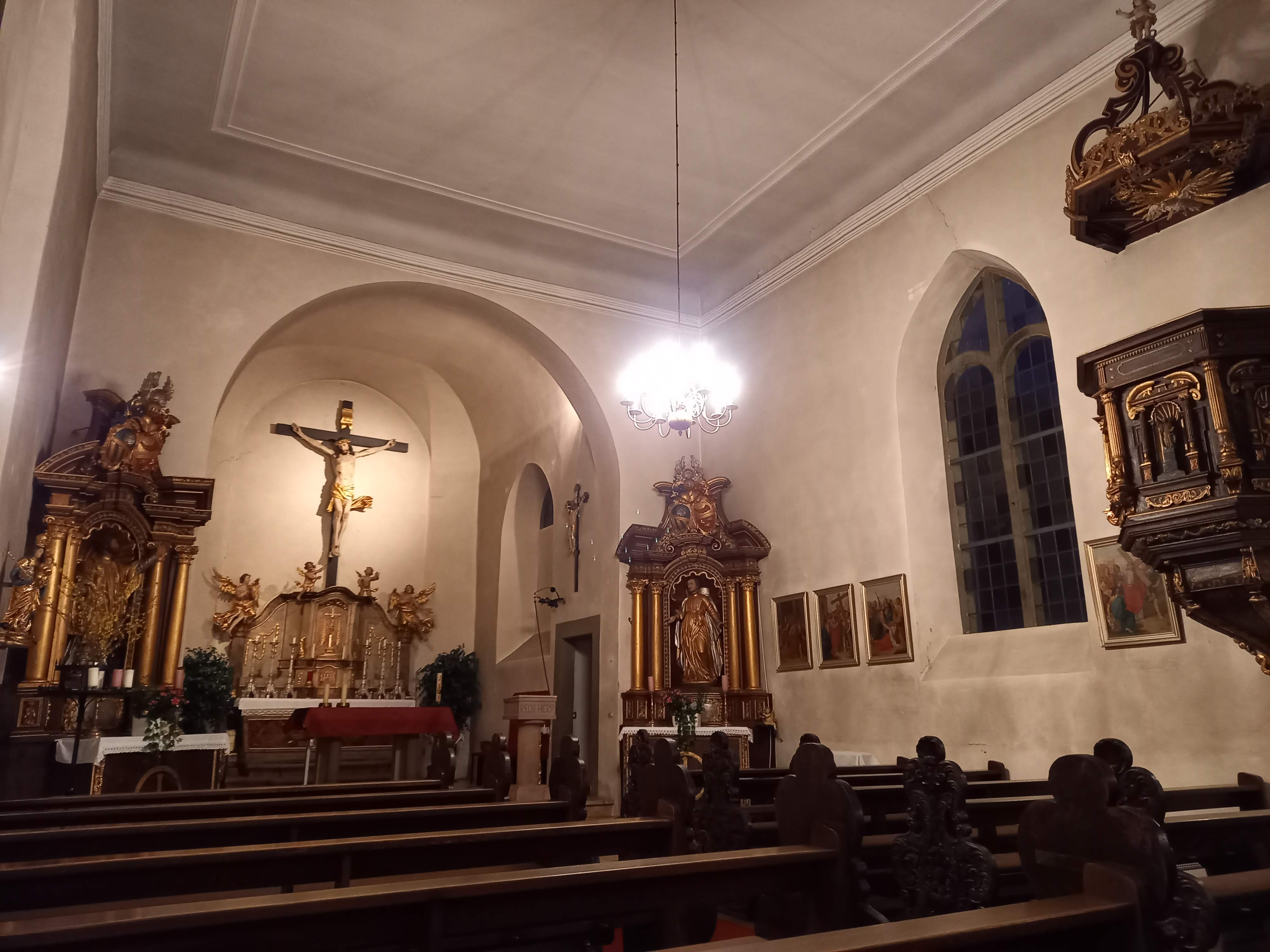
Kircheninneres

Den Mittelpunkt der Ausstattung bildet der Hochaltar im Chor. Er wurde im Jahr 1780 für die Grabeskirche in Kitzingen errichtet und mit Reliquien der Heiligen Clemens, Eugenius und Mansuetus ausgestattet. In den Jahren 1835/1836 nahm der Kitzinger Künstler Philipp Groß einige Veränderungen am Altar vor. Der Altar wurde mit kannelierten Säulen gearbeitet und weist einen zweigeschossigen Tabernakel mit großen Putten auf.
Die Kanzel, ebenfalls aus Kitzingen herangeschafft, stammt aus der Zeit um 1670 und weist auf dem Schalldeckel eine Figur des Messias auf, der eine Schlange zertritt. Der Kanzelkorpus ist mit Säulchen, Blendnischen und Muschelwerk verziert. Im Jahr 1674 wurde ein Gemälde vom Maler Oswald Onghers geschaffen, das die Rosenkranzübergabe an Dominikus und Katharina von Siena zeigt. Ursprünglich hing es in der katholischen Johanneskirche in Kitzingen.
Anfang des 20. Jahrhunderts kamen drei Figuren der Frankenapostel Kilian, Kolonat und Totnan in die Kirche. Kilian weist die Züge des Würzburger Fürstbischofs Julius Echter von Mespelbrunn auf. Sie wurden 1907 unterhalb der Empore aufgestellt. Um 1700 wurden die Kirchenbänke geschaffen. Sie sind mit Akanthus und Muschelwerk verziert. Im nördlichen Langhaus ist die Figur einer barocken Madonna auf der Mondsichel aufgestellt.
Im Jahr 1825 erhielt die Kirche zwei Seitenaltäre, die links und rechts des Chores aufgestellt wurden. Sie stammten aus der Hauskapelle der Adelsfamilie zu Greiffenclau und wurden um 1700 geschaffen. Die Altarblätter zeigen die Jesuitenheiligen Ignatius und Franz-Xaver, darüber erkennt man die Wappen der Würzburger Patrizierfamilien Ganzhorn und Hollach. Sie wurden viersäulig gearbeitet und schließen mit einem gebrochenen Giebel ab. Ein weiteres Gemälde einer weiblichen Heiligen stammt aus dem 18. Jahrhundert.
Im 19. Jahrhundert entstand der Messingleuchter im Langhaus. Der Orgelprospekt kam aus dem Karmelitenkloster in Würzburg in die Himmelfahrtskirche. Im Jahr 1989 erneuerte die Retzbacher Firma Krieger das Instrument mit 9 Registern. Im gleichen Jahr schuf Ernst Singer aus Würzburg den Ambo und den Altar versus populum aus Sandstein. Im Dachreiter der Kirche hängen zwei Glocken, die aus der Kitzinger Klosterkirche stammen.